# Grup Feroviar Român

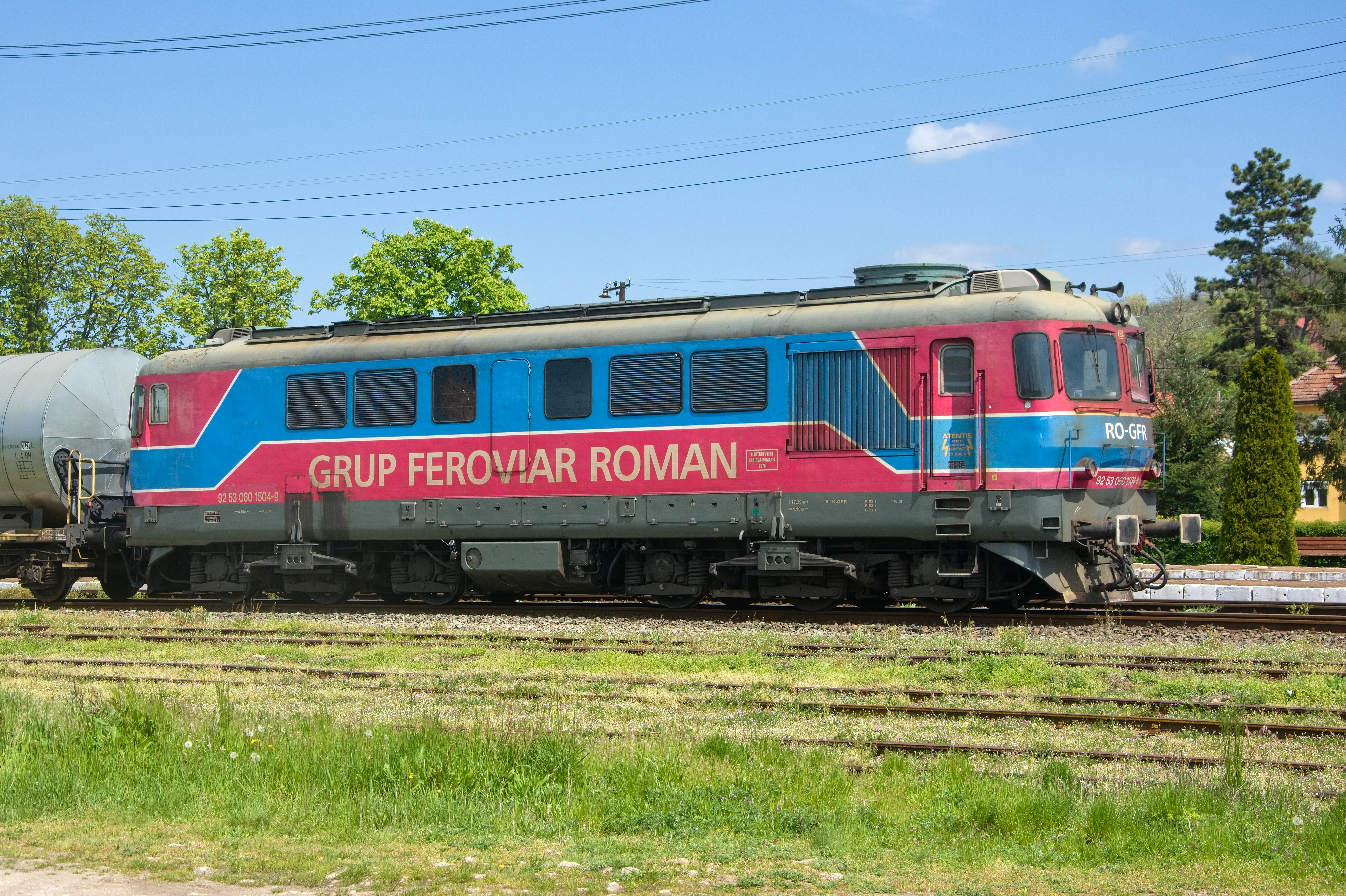
Locomotiva 60-1504 a GFR-ului, Sărmășag

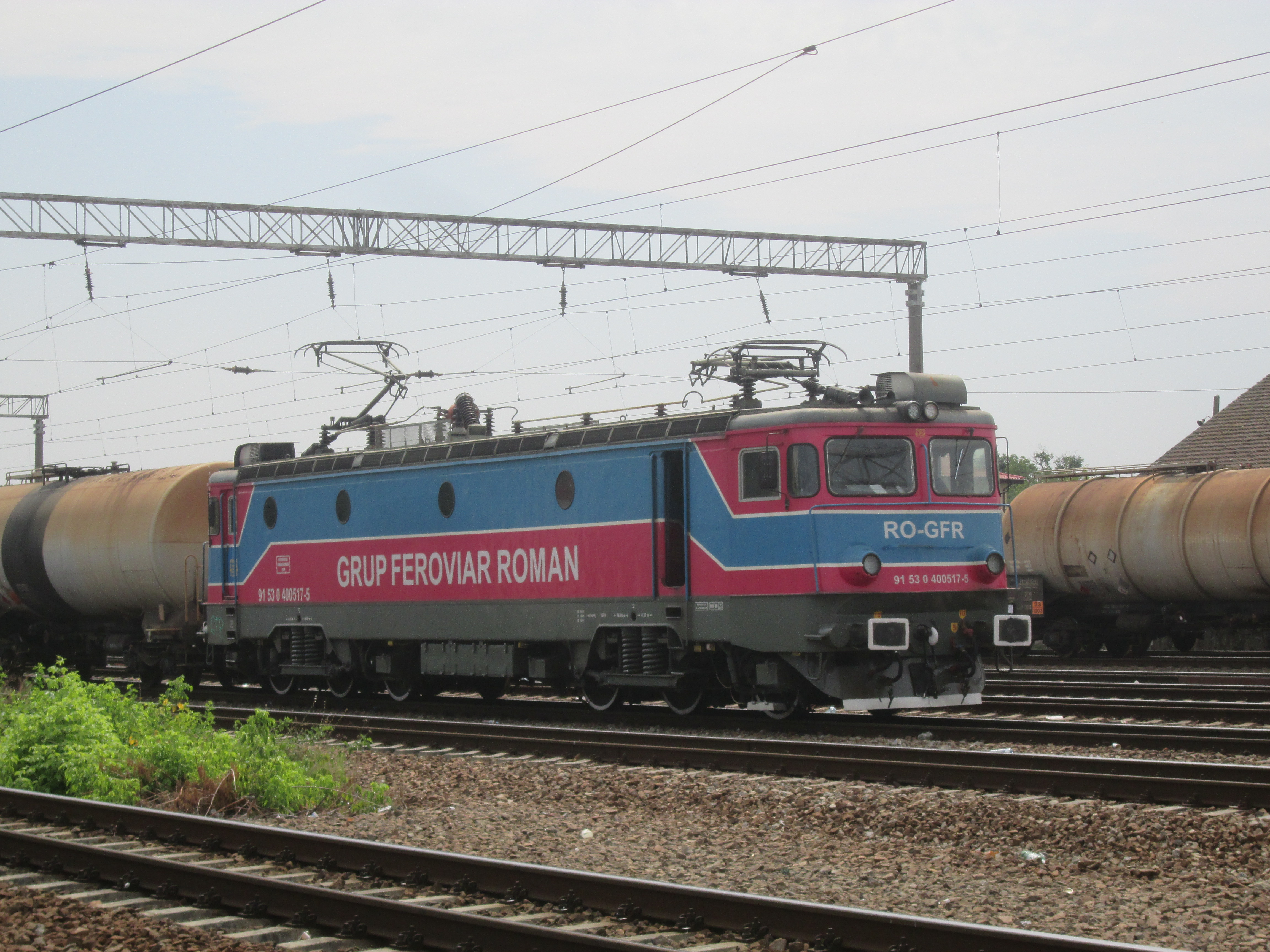
Locomotiva 400 517 a GFR-ului, Chitila

Grup Feroviar Român este cea mai mare companie privată de transport feroviar de marfă din România
și a doua după compania de stat CFR Marfă.
Grup Feroviar Român este deținut de grupul Grampet, care mai deține fabrica de reparații vagoane Remar Pașcani, Reva Simeria și Turist Semenic.
Grup Feroviar Român a înființat împreună cu CFR Marfă și Raiffeisen Bank o companie specializată pe închirierea de vagoane, Rolling Stock Company.
Grup Feroviar Roman are un pachet de 39,9% din Rolling Stock Company, CFR Marfă deține 41,9%, iar Raiffeisen Bank are un pachet de 17,9%.
Ulterior, Raiffeisen a ieșit din afacere, astfel că GFR a ajuns să dețină 51% din acțiunile Rolling Stock, iar CFR restul.
În anul 2005, avea mai mult de 2.200 de vagoane în proprietate sau închiriate și 100 de locomotive și a transportat 5 milioane de tone.
Principalii concurenți ai companiei sunt CFR Marfă, Servtrans, Unicom Tranzit și Transferoviar Grup.
Număr de angajați:
- 2008: 1.465[5]
- 2007: 1.119[1]

Cifra de afaceri:
- 2010: 125 milioane euro[2]
- 2008: 100 milioane euro[5]
- 2007: 85 milioane euro[1]

Venit net:
- 2008: 7 milioane euro[5]
- 2007: 10 milioane euro[1]

## Vezi și
- Privatizarea CFR Marfă